# (16786) 1997 AT1
1997 أي تي 1 (ويعرف أيضًا باسم (16786) 1997 أي تي 1 وفق تسمية الكوكب الصغير) (بالإنجليزية: 1997 AT1)‏ هو كويكب ضمن حزام الكويكبات؛ وترتيبه 16786 من حيث الاكتشاف.
اكتُشف هذا الجُرم الفلكي بواسطة تاكيشي أوراتا ‏ في 2 يناير 1997.

## وصلات خارجية
- (16786) 1997 AT1 في قاعدة بيانات مختبر الدفع النفاث لأجرام النظام الشمسي الصغيرة

- الاكتشاف · مخطط المدار ·  العناصر المدارية · المعلمات المادية

- (16786) 1997 AT1 على موقع ويكي سكاي: DSS2, SDSS, GALEX, IRAS, Hydrogen α, X-Ray, Astrophoto, Sky Map, Articles and images